# صنعاء.. مدينة مفتوحة (رواية)
صنعاء .. مدينة مفتوحة، هي رواية للكاتب والقاص اليمني محمد عبد الولي، وبسببها تم تكفيره ودخل المحاكم نظراً لما ورد فيها من أفكار تناهض الإمامة وتقاليد المجتمع. رغم هذا يعتبرها الكتّاب من أفضل مائة رواية عربية.

## الجدل في الرواية
الرواية أظهرت جدلاً كبيراً في اليمن آنذاك، وتم تكفير الكاتب وملاحقته، وذلك لأن الرواية أظهرت تمرداً على المجتمع وعاداته المتمسك بها، ومن جهة أخرى حملت أفكار تناهض الإمامة، حيث عبّر الكاتب عن سخطه لشخص الحاكم من خلال شخصية البحّار الذي يدخل قلاع الإمامة الظالمة ـ بيت عامل زبيد – وقد كان البحار في السادسة عشرة آنذاك ونجح في معاشرة بعض حريم البيت في انتقام أخلاقي، قصورهم تفضح نفسها بانحلال نسائها. لقد أخذ البحار في النهاية ما أراد ثم ولي هاربا عبر البحر منتصراً برجولته على تسلط الإمامة.

## وصلات خارجية
صنعاء .. مدينة مفتوحة على جود ريدز